# مايك نيكولز

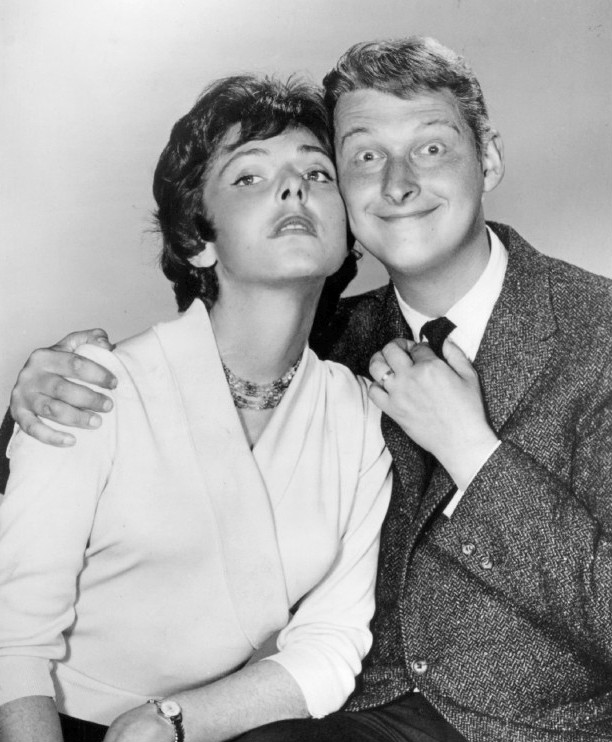
الين ماي مع مايك نيكولز عام 1960.

مايك نيكولز (بالإنجليزية: Mike Nichols) (6 نوفمبر 1931 - 19 نوفمبر 2014) هو مخرج و‌منتج أمريكي.

## حياته
ولد مايك في برلين لأبوين يهوديين. جاء والده من روسيا، هرب عام 1939 مع عائلته من ألمانيا بسبب النازيين باتجاه الولايات المتحدة الأمريكية وتحديدا إلى شيكاغو. درس هناك أولا علم النفس لكنه كان مهتما أكثر بالمسرح.
أسس في أواخر الخمسينات من القرن الماضي مع إلين ماي فرقة كوميديا واستطاعا من خلال برامجهم الوصول إلى برودواي. في عام 1961 انفصلا، لكن نيكولز بقي في برودواي يعمل كمؤلف ومخرج.

## الترشيحات والجوائز
الترشيحات لجائزة الأوسكار:
- أفضل مخرج عام 1967 عن فيلم Who's Afraid of Virginia Woolf?
- أفضل مخرج عام 1969 عن فيلم The Graduate وفاز بها.
- أفضل مخرج عام 1984 عن فيلم Silkwood.
- أفضل مخرج عام 1989 عن فيلم Working Girl.
- أفضل فيلم عام 1994 عن فيلم The Remains of the Day بالمشاركة مع جون كالي وإسماعيل ميرشنت.

الترشيحات لجائزة الجولدن جلوب:
- أفضل مخرج عام 1967 عن فيلم Who's Afraid of Virginia Woolf?
- أفضل مخرج عام 1969 عن فيلم The Graduate وفاز بها.
- أفضل مخرج عام 1984 عن فيلم Silkwood.
- أفضل مخرج عام 1984 عن فيلم Closer.

## روابط خارجية
- مايك نيكولز على موقع IMDb (الإنجليزية)
- مايك نيكولز على موقع الموسوعة البريطانية (الإنجليزية)
- مايك نيكولز على موقع روتن توميتوز (الإنجليزية)
- مايك نيكولز على موقع مونزينجر (الألمانية)
- مايك نيكولز على موقع ألو سيني (الفرنسية)
- مايك نيكولز على موقع ميوزك برينز (الإنجليزية)
- مايك نيكولز على موقع تيرنر كلاسيك موفيز (الإنجليزية)
- مايك نيكولز على موقع أول موفي (الإنجليزية)
- مايك نيكولز على موقع بوكس أوفيس موجو (الإنجليزية)
- مايك نيكولز على موقع قاعدة بيانات برودواي على الإنترنت (الإنجليزية)